# Andrea Belotti
Andrea Belotti (Calcinate, Lombardía, 20 de diciembre de 1993) es un futbolista italiano. Juega de delantero en el Como 1907 de la Serie A.

## Trayectoria
Belotti dio sus primeros pasos en la Unione Calcio AlbinoLeffe, debutando en el primer equipo el 10 de marzo de 2012 en un partido de Serie B frente al Chievo Verona y anotando el único gol de su equipo en la derrota del Albinoleffe por 4-1. Marcaría otro gol más el 21 de abril en un partido frente al Juve Stabia.
Su equipo descendió a la tercera división italiana, pero Belotti firmó 12 goles esa campaña y llamó la atención del Palermo, que lo adquirió cedido por una temporada el verano de 2013 por 500 mil euros.
Belotti firmaría 10 goles en la Serie B y la Unione Sportiva Città di Palermo lograría el ascenso a la primera división italiana. El Palermo pagó 5,5 millones de euros en el verano de 2014 para hacerse con la totalidad de sus servicios.
En la temporada 2014-15 alcanzó la discreta anotación de 6 tantos, pero el Torino se fijó en él y lo fichó por 8,5 millones. En su primera temporada en Turín marcaría 12 goles.
Pero no sería hasta la temporada 2016-17 cuando explotó definitivamente siendo uno de los delanteros con mayor potencial de Europa logrando una cifra goleadora que le colocó como uno de los máximos anotadores de la Serie A y de toda Europa, con 26 tantos, tan solo por detrás de Edin Džeko, que fue el capocannoniere.
Atrajo la atención de muchos equipos de renombre en Europa, entre ellos el A. C. Milan, que finalmente fichó al portugués André Silva del F. C. Oporto por una cifra razonablemente inferior a la que podía haber pagado por Belotti, que finalmente siguió en el conjunto turinés. El 7 de mayo de 2019 el Torino anunció su renovación hasta 2022.[cita requerida]
Siete años después de su llegada, puso fin a su etapa en Turín en junio de 2022 una vez expiró su contrato. Dos meses después se unió a la A. S. Roma por un año con opción a dos más. Su segunda campaña como jugador del conjunto romano la terminó jugando en la ACF Fiorentina como cedido, y tras esta cesión se marchó definitivamente al Como 1907. Allí estuvo media temporada y el 3 de febrero de 2025 fue prestado al S. L. Benfica. Al final de la temporada 2024-25 abandonó el conjunto rojillo donde disputó 23 partidos, seis como titular, y marcó cuatro goles.

## Selección nacional

### Categorías inferiores
Ha sido internacional con la selección de Italia en las categorías sub-19, sub-20 y sub-21.

#### Participaciones en categorías inferiores
| Competición                               | Sede            | Resultado      | Partidos | Goles |
| ----------------------------------------- | --------------- | -------------- | -------- | ----- |
| Campeonato Europeo de la UEFA Sub-19 2012 | Estonia         | Ronda élite    | 3        | 1     |
| Eurocopa Sub-21 de 2015                   | República Checa | Fase de grupos | 12       | 7     |

### Absoluta
El 27 de agosto de 2016 fue convocado por primera vez a la selección absoluta de Italia.
Debutó con la azzurra el 1 de septiembre, ingresó en el minuto 75 para enfrentar a Francia en un amistoso, pero perdieron 3 a 1. Se enfrentó a jugadores como Raphaël Varane, Paul Pogba, N'Golo Kanté y Dimitri Payet en el Estadio San Nicola.

#### Participaciones en absoluta
| Competición   | Sede   | Resultado | Partidos | Goles |
| ------------- | ------ | --------- | -------- | ----- |
| Eurocopa 2020 | Europa | Campeón   | 6        | 0     |

## Estadísticas

### Clubes
Actualizado al 28 de junio de 2025.
| Club                       | Div.          | Temporada     | Liga  | Liga  | Copas nacionales | Copas nacionales | Torneos internacionales | Torneos internacionales | Total | Total |
| Club                       | Div.          | Temporada     | Part. | Goles | Part.            | Goles            | Part.                   | Goles                   | Part. | Goles |
| -------------------------- | ------------- | ------------- | ----- | ----- | ---------------- | ---------------- | ----------------------- | ----------------------- | ----- | ----- |
| U. C. AlbinoLeffe · Italia | 2.ª           | 2011-12       | 8     | 2     | 0                | 0                | —                       | —                       | 8     | 2     |
| U. C. AlbinoLeffe · Italia | 3.ª           | 2012-13       | 30    | 12    | 1                | 0                | —                       | —                       | 31    | 12    |
| U. C. AlbinoLeffe · Italia | 3.ª           | 2013-14       | 0     | 0     | 1                | 0                | —                       | —                       | 1     | 0     |
| U. C. AlbinoLeffe · Italia | Total club    | Total club    | 38    | 14    | 2                | 0                | 0                       | 0                       | 40    | 14    |
| U. S. Palermo · Italia     | 2.ª           | 2013-14       | 24    | 10    | 0                | 0                | —                       | —                       | 24    | 10    |
| U. S. Palermo · Italia     | 1.ª           | 2014-15       | 38    | 6     | 1                | 0                | —                       | —                       | 38    | 6     |
| U. S. Palermo · Italia     | 1.ª           | 2015-16       | 0     | 0     | 1                | 0                | —                       | —                       | 1     | 0     |
| U. S. Palermo · Italia     | Total club    | Total club    | 62    | 16    | 2                | 0                | 0                       | 0                       | 64    | 16    |
| Torino F. C. · Italia      | 1.ª           | 2015-16       | 35    | 12    | 1                | 0                | —                       | —                       | 36    | 12    |
| Torino F. C. · Italia      | 1.ª           | 2016-17       | 35    | 26    | 3                | 2                | —                       | —                       | 38    | 28    |
| Torino F. C. · Italia      | 1.ª           | 2017-18       | 32    | 10    | 3                | 3                | —                       | —                       | 35    | 13    |
| Torino F. C. · Italia      | 1.ª           | 2018-19       | 37    | 15    | 2                | 2                | —                       | —                       | 39    | 17    |
| Torino F. C. · Italia      | 1.ª           | 2019-20       | 36    | 16    | 2                | 0                | 6                       | 6                       | 44    | 22    |
| Torino F. C. · Italia      | 1.ª           | 2020-21       | 35    | 13    | 1                | 0                | —                       | —                       | 36    | 13    |
| Torino F. C. · Italia      | 1.ª           | 2021-22       | 22    | 8     | 1                | 0                | —                       | —                       | 23    | 8     |
| Torino F. C. · Italia      | Total club    | Total club    | 232   | 100   | 13               | 7                | 6                       | 6                       | 251   | 113   |
| A. S. Roma · Italia        | 1.ª           | 2022-23       | 31    | 0     | 1                | 1                | 14                      | 3                       | 46    | 4     |
| A. S. Roma · Italia        | 1.ª           | 2023-24       | 14    | 3     | 2                | 0                | 6                       | 3                       | 22    | 6     |
| A. S. Roma · Italia        | Total club    | Total club    | 45    | 3     | 3                | 1                | 20                      | 6                       | 68    | 10    |
| ACF Fiorentina · Italia    | 1.ª           | 2023-24       | 15    | 3     | 2                | 0                | 7                       | 1                       | 24    | 4     |
| ACF Fiorentina · Italia    | Total club    | Total club    | 15    | 3     | 2                | 0                | 7                       | 1                       | 24    | 4     |
| Como 1907 · Italia         | 1.ª           | 2024-25       | 18    | 2     | 1                | 0                | ―                       | ―                       | 19    | 2     |
| Como 1907 · Italia         | Total club    | Total club    | 18    | 2     | 1                | 0                | 0                       | 0                       | 19    | 2     |
| S. L. Benfica Portugal     | 1.ª           | 2024-25       | 14    | 3     | 4                | 1                | 6                       | 0                       | 24    | 4     |
| S. L. Benfica Portugal     | Total club    | Total club    | 14    | 3     | 4                | 1                | 6                       | 0                       | 24    | 4     |
| Total carrera              | Total carrera | Total carrera | 424   | 141   | 27               | 9                | 39                      | 13                      | 490   | 163   |

### Hat-tricks
| 1 | 28 de agosto de 2016 | Torino - Bologna FC  |  | 5 - 1 | Serie A 2016-17 |
| 2 | 5 de marzo de 2017   | Torino - USC Palermo |  | 3 - 1 | Serie A 2016-17 |
| 3 | 4 de abril de 2018   | Torino - FC Crotone  |  | 4 - 1 | Serie A 2017-18 |

## Palmarés

### Campeonatos internacionales
| Título   | Club (*)            | Sede   | Año  |
| -------- | ------------------- | ------ | ---- |
| Eurocopa | Selección de Italia | Europa | 2020 |

(*) Incluyendo la selección.